# Caitlin Todd
Special Agent Caitlin "Kate" Todd er en fiktiv karakter i CBS drama serien NCIS og blev portrætteret af skuespilleren Sasha Alexander.
Hun blev introduceret i showets første episode "Yankee White", da NCIS teamet efterforsker et mord der er sket på Air Force One, og da hun i slutningen af episoden forlader Secret Service som følge af sin overtrædelse af reglerne om ikke at date eller have et forhold til en kollega, bliver hun af Gibbs rekrutteret til NCIS.
Hun blev hurtig en del af teamet, med hovedkvarter i Washington, DC, og kom godt ud af det med alle inklusiv retsmediciner "Ducky" Dr. Donald Mallard og kriminalteknisk specialist "Abby" Abigail Sciuto. Hendes forhold til Leroy Jethro Gibbs var unikt, og hun havde en flirtende tone sammen med Anthony D. DiNozzo, mens hendes forhold til teamet nyeste medlem Timothy McGee var mere søsterlig. 
I afslutningen på sæson 2, "Twilight", bliver hun dræbt af et skud i hovedet af Ari Haswari, da skuespilleren Sasha Alexander ønskede at forlade showet .
Hendes plads i teamet blev efterfølgende udfyldt af den israelske Mossad Liaison Officer Ziva David, spillet af den chilenske skuespiller Cote de Pablo.